# Spighetta
La spighetta è una striscia sottile di tessuto. Non è tagliata da una pezza di stoffa ma tessuta con la larghezza necessaria (da 5 mm a qualche centimetro) in modo che i suoi bordi, che corrispondono alla cimossa, siano ben rifiniti. Il suo nome deriva da spigato tipo di tessuto dove l'armatura forma un disegno con righe disposte a V come le reste delle spighe di grano. Differisce dal nastro e dalla fettuccia sia per l'utilizzo sia per le caratteristiche tecniche.

## Struttura
La spighetta viene tessuta con un'armatura a saia a lisca di pesce che le dona l'aspetto tipico rigato a V. A differenza di un nastro che è a raso o di una fettuccia che è a tela (armature rigide) la saia le conferisce una certa morbidezza e una buona adattabilità alla deformazione sia sulla flessibilità nel senso della larghezza sia sullo sbieco.

## Uso
La spighetta ha un impiego sia decorativo sia strutturale, serve per:
- Rifinitura sartoriale di bordi e orli, cucita a cavallo di un bordo ne impedisce lo sfilacciamento adattandosi bene anche alle zone curve come scollo e giro manica.
- Applicazione decorativa come passamaneria, spesso in colore contrastante a quello del tessuto.

I materiali più usati sono il cotone o la lana anche se può essere fatta con fibre sintetiche.